# Mercury Montego
La Mercury Montego est un modèle de voiture créé par la marque Ford Mercury. Le nom du modèle est dérivé de la ville de Montego Bay en Jamaïque.

## Le succès des années 1960

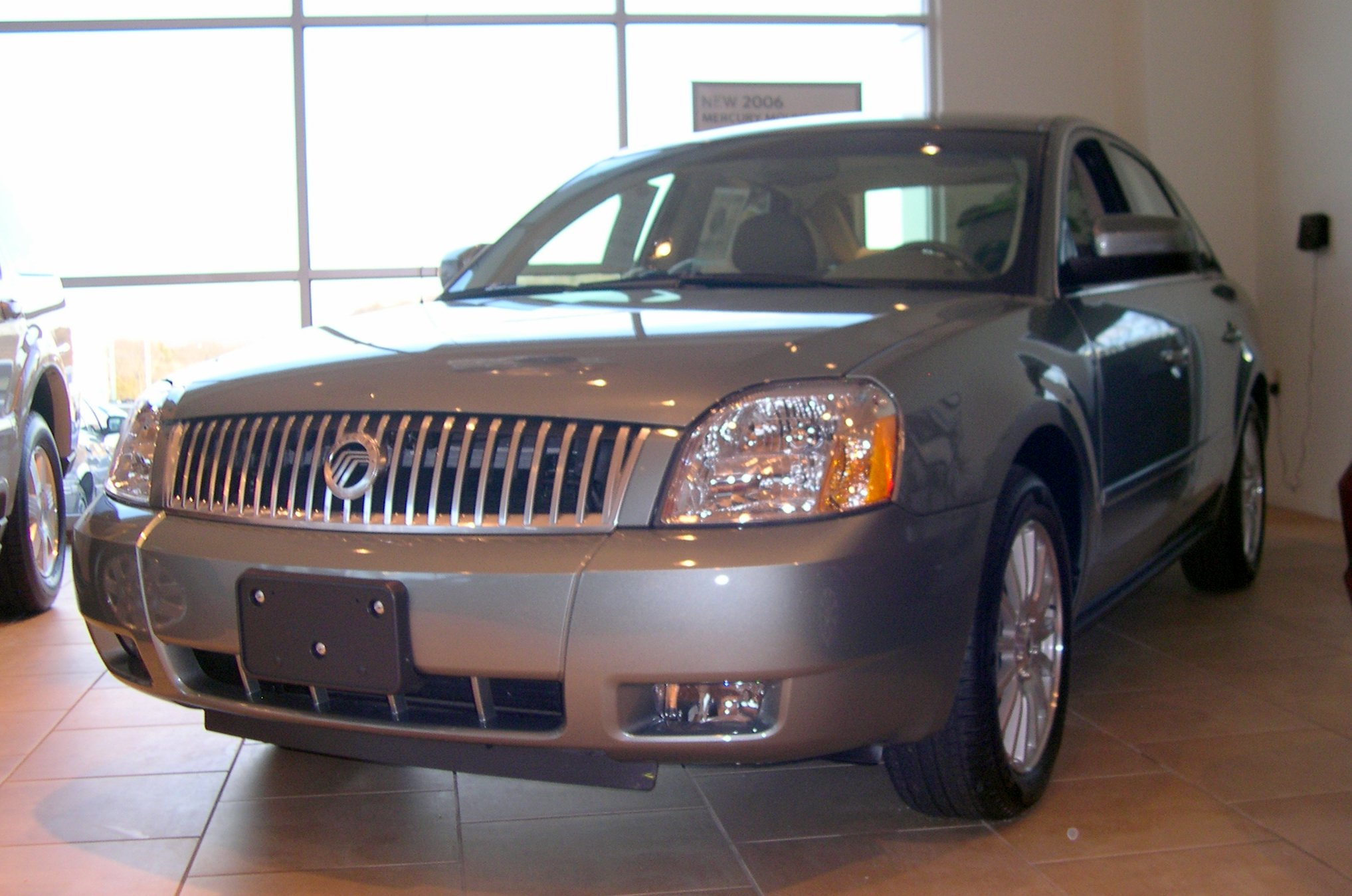
Mercury Montego 2006

La première mention de la voiture date de 1967. La voiture est commercialisée en 1968. Elle se vend bien au Canada, au Mexique et aux États-Unis et détrône la Ford Mercury Comet.

## La déchéance des années 1970
Malheureusement, en 1977, la voiture est déjà vieille et son modèle est remplacé par le modèle Mercury Cougar.

## Une renaissance amère en 2005
En 2005, un modèle portant le nom de Mercury Montego est recréé. C'est en fait une version de la Ford Five Hundred rebaptisée par la marque. Cette voiture est bien vendue aux États-Unis et au Mexique mais pas au Canada où l'entreprise ne possède plus d'usine. Finalement, au bout de deux ans, le nom de Mercury Montego n'est que peu apprécié et la voiture se vend mal. Tout se termine donc en 2008 où la voiture est rebaptisée Sable et sa semblable la Five Hundred, Taurus.